# Главы Мурманска
Список глав Мурманска, отсортированный по порядку вступления в должность, с указанием периода нахождения в должности и её названия:
| Годы      | Ф. И. О.                            | Должность                                                                    |
| --------- | ----------------------------------- | ---------------------------------------------------------------------------- |
| 1916-1917 | Михаил Евстафьевич Нирод            | попечитель по устройству Романова-на-Мурмане                                 |
| 1917      | Александр Федорович Трепов          | попечитель по устройству Романова-на-Мурмане                                 |
| 1917—1918 | Казимир Филиппович Кетлинский       | комендант Мурманска                                                          |
| 1918      | Алексей Михайлович Юрьев (Алексеев) | председатель исполнительного комитета Мурманского совета                     |
| 1919      | Иван Иванович Сербинов              | городской комиссар                                                           |
| 1920      | Байков П. И.                        | комендант Мурманска                                                          |
| 1920      | Иван Иванович Александров (Орлов)   | председатель исполнительного комитета Мурманского совета                     |
| 1920      | Иван Константинович Поспелов        | председатель исполнительного комитета Мурманского совета                     |
| 1926—1927 | Александр Алексеевич Меллер         | председатель городского Совета                                               |
| 1927—1929 | Дмитрий Никитич Панов               | председатель городского Совета                                               |
| 1929—1931 | Иван Кондратьевич Кондратьев        | председатель городского Совета                                               |
| 1931—1932 | Евгений Юльевич Зингис              | председатель городского Совета                                               |
| 1933—1934 | Петр Максимович Горбунов            | председатель городского Совета                                               |
| 1935—1936 | Ян Робертович Лейтис                | председатель городского Совета                                               |
| 1936—1939 | Владимир Андреевич Волгин           | председатель городского Совета                                               |
| 1939—1940 | Александр Иванович Большаков        | председатель городского Совета                                               |
| 1940—1941 | Сергей Михайлович Богданов          | председатель исполнительного комитета городского Совета депутатов трудящихся |
| 1941—1942 | Иван Петрович Евдокимов             | председатель исполнительного комитета городского Совета депутатов трудящихся |
| 1942—1946 | Александр Михайлович Кольцов        | председатель исполнительного комитета городского Совета депутатов трудящихся |
| 1946—1950 | Анатолий Ефимович Шалашов           | председатель исполнительного комитета городского Совета депутатов трудящихся |
| 1950—1955 | Илья Гаврилович Мякишев             | председатель исполнительного комитета городского Совета депутатов трудящихся |
| 1955—1957 | Владимир Викторович Варлей          | председатель исполнительного комитета городского Совета депутатов трудящихся |
| 1957—1958 | Анатолий Иванович Чеченин           | председатель исполнительного комитета городского Совета депутатов трудящихся |
| 1958—1966 | Василий Фёдорович Мосин             | председатель исполнительного комитета городского Совета депутатов трудящихся |
| 1966—1973 | Виктор Васильевич Сотников          | председатель исполнительного комитета городского Совета депутатов трудящихся |
| 1973—1978 | Виктор Фёдорович Романенко          | председатель исполнительного комитета городского Совета депутатов трудящихся |
| 1978—1984 | Юрий Зосимович Балакшин             | председатель исполнительного комитета городского Совета народных депутатов   |
| 1984—1989 | Владимир Ильич Горячкин             | председатель исполнительного комитета городского Совета народных депутатов   |
| 1989—1991 | Николай Иванович Бережной           | председатель исполнительного комитета городского Совета народных депутатов   |
| 1991—2003 | Олег Петрович Найдёнов              | глава администрации                                                          |
| 2003—2004 | Геннадий Георгиевич Гурьянов        | глава администрации                                                          |
| 2004—2009 | Михаил Юрьевич Савченко             | глава муниципального образования                                             |
| 2009—2010 | Сергей Алексеевич Субботин          | глава муниципального образования                                             |
| 2010      | Степан Александрович Тананыкин      | глава муниципального образования                                             |
| 2010—2016 | Алексей Борисович Веллер            | глава муниципального образования                                             |
| 2016      | Тамара Ивановна Прямикова           | и. о. главы муниципального образования                                       |
| 2016—2018 | Дмитрий Дмитриевич Филиппов         | глава муниципального образования                                             |
| 2018—2019 | Тамара Ивановна Прямикова           | глава муниципального образования                                             |
| 2019—2021 | Андрей Иванович Сысоев              | Глава муниципального образования                                             |
| 2021      | Михаил Викторович Белошеев          | Глава муниципального образования                                             |
| 2021—2022 | Тамара Ивановна Прямикова           | и. о. главы муниципального образования                                       |
| 2022—2024 | Игорь Николаевич Морарь             | глава муниципального образования                                             |
| 2024—2025 | Юрий Валерьевич Сердечкин           | глава города                                                                 |
| 2025—н.в. | Иван Николаевич Лебедев             | врио главы города                                                            |

## Главы администрации
В 2010-2024 полномочия главы города и главы администрации города были разграничены.
| Годы      | Ф. И. О.                       | Должность                 |
| --------- | ------------------------------ | ------------------------- |
| 2010—2019 | Андрей Иванович Сысоев         | глава администрации       |
| 2019—2021 | Евгений Викторович Никора      | глава администрации       |
| 2021—2022 | Валентина Александровна Доцник | и. о. главы администрации |
| 2022—2024 | Юрий Валерьевич Сердечкин      | глава администрации       |